# Дорожное (Куйбышевский район)
Дорожное (до 1948 года населенный пункт усадьбы подсобного хозяйства Севастопольстроя; укр. Дорожнє, крымскотат. Dorojnoye, Дорожное) — упразднённый посёлок в Бахчисарайском районе Крыма. Располагался в восточной части района, на территории Зелёновского сельсовета, в верховьях реки Бельбек, на региональной автодороге 35Н-063 (по украинской классификации — С-0-10225), в 1,5 км восточнее села Зелёное.

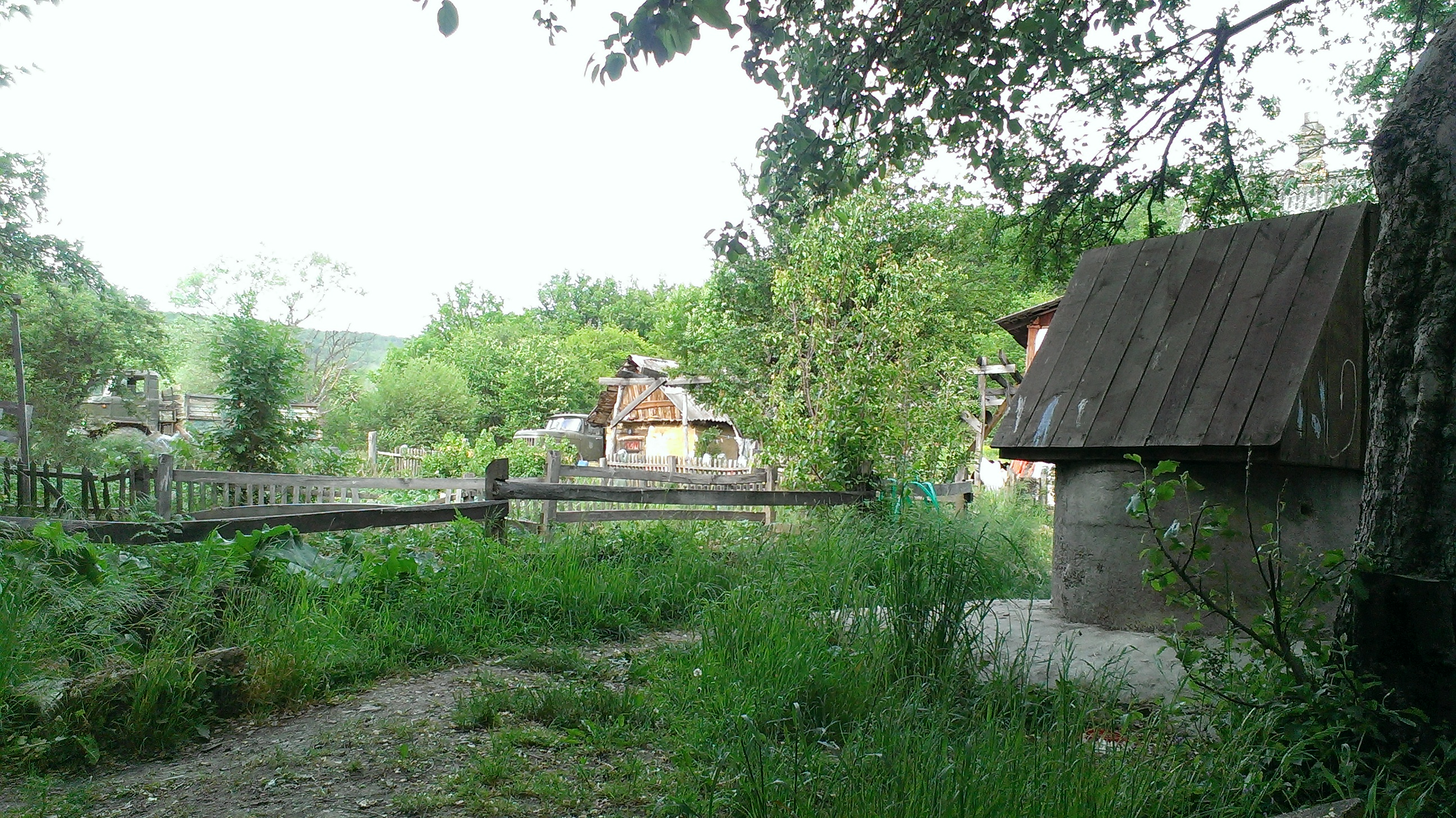
Сосновое лесничество, бывшее Дорожное

## История
Время основания поселения пока не установлено — уже на двухкилометровой карте РККА 1942 года на месте Дорожного уже обозначены некие безымянные строения. Указом Президиума Верховного Совета РСФСР от 18 мая 1948 года, безымянному населенному пункту усадьбы подсобного хозяйства Севастопольстроя Куйбышевского района присвоено название Дорожное. Указом Президиума Верховного Совета УССР «Об укрупнении сельских районов Крымской области», от 30 декабря 1962 года Куйбышевский район был упразднён и село присоединили к Бахчисарайскому. Дорожное исключено из списков населённых пунктов, как посёлок Зелёновского сельсовета Бахчисарайского района, согласно справочнику «Крымская область. Административно-территориальное деление на 1 января 1968 года», между 1954 и 1968 годами, фактически — до 1960 года, поскольку в справочнике административно-территориального деления Крымской области на 15 июня 1960 года Дорожного уже нет. Впоследствии на месте посёлка расположилось лесничество.